# Mohammed bin Laden
Sjeik Mohammed bin Awad bin Laden  (1908 – Hamis Musayt, 13 september 1967; Arabisch: محمد بن عوض بن لادن) was een Jemenitisch en Saoedisch zakenman en het hoofd van de familie bin Laden. Hij is ook de vader van Osama bin Laden.
Hij werd geboren als lid van de Chafeitestam in een streek die Hadramaut heet, aan de kust in Jemen. Voor de Eerste Wereldoorlog verhuisde bin Laden naar Saoedi-Arabië. Hij werd aannemer en kwam via zijn werk in contact met Abdoel Aziz al Saoed, de eerste koning van Saoedi-Arabië. Door deze contacten kreeg hij verschillende contracten voor renovaties in Mekka. Hij kreeg het exclusieve recht om moskeeën en andere religieuze gebouwen te restaureren, waarmee hij zijn fortuin verdiende. Door zijn ervaring met het restaureren van moskeeën mocht hij ook in andere landen historische gebouwen restaureren. Tot zijn dood in 1967 had hij de controle over de restauratie van de Al-Aqsa moskee in Jeruzalem (die toen onder civiele controle van Jordanië viel). 
Later ging zijn bedrijf over op andere activiteiten waaronder olie en investeringen. Hij heeft veel geld geïnvesteerd in de Verenigde Staten.
Bin Laden had tien vrouwen en heeft 54 kinderen gekregen. Na zijn dood – hij kwam om toen zijn vliegtoestel neerstortte bij Hamis Musayt in Saoedi-Arabië – werd zijn bedrijf voortgezet door zijn zoon, Salem bin Laden.